# Ulrich Brück
Ulrich Brück (* 31. Juli 1936; † 4. Januar 2016) war ein deutscher Evangeliumssänger in der Stimmlage Tenor. 
In den 1950er Jahren wurde er durch das Musiklabel Frohe Botschaft im Lied auf dem evangelikalen Schallplattenmarkt bekannt durch Mitwirkungen als Solist und Chorist für Musikproduzent Johannes Haas und dessen unterschiedliche Vokalformationen wie den Jugendsingkreis Derschlag und das Evangeliumsquartett. Neben eigenen Singles folgten Engagements für Gastauftritte bei Projektproduktionen vom Klaus Heizmann, dem Singkreis Frohe Botschaft und nicht zuletzt Margret Birkenfeld. 

## Diskografie

### Singles
- Wie groß ist des Allmächtgen Güte / O dass ich tausend Zungen hätte (Ulrich Brück, René Robert, Wilfried Mann)
- Groß und mächtig fließt ein Strom / Für uns alle ward er verwundet[1]
- Gebet für den Tag (Mit Freuden und Dank)
- Wer Jesum am Kreuze im Glauben erblickt / Boten der Gnade (Geht hin in alle Lande)
- Treu bis zum Tod / Möchtest du los sein vom Banne der Sünd
- Mein Leib und Seele freuen sich dein / Herr, wir loben deine Gnade (Ulrich Brück, Wilfried Mann)
- Gott mit euch bis wir uns wiedersehn / Stern, auf den ich schaue (Ulrich Brück, Wilfried Mann)
- Halte ein und überlege / Erforsche mich Jesu, mein Licht / Nun aufwärts froh den Blick gewandt (Ulrich Brück, Bernard Brinkert, Wilfried Mann)
- Freude, Glück und Ruh / Weiß, so weiß wie Schnee / Es singt mein Herz / O sieh dort am Kreuz

### Mitwirkung

#### Singles
- Ich weiß einen Strom / Wenn die Sternlein abends blinken
- Ewig soll er mir vor Augen stehen
- Ich lege meine Hände / O selig Haus, wo man dich aufgenommen
- Komm, eh der letzte Tag versinkt (Es eilt die Zeit) / So wie ich bin
- Sag, warum noch warten, mein Bruder
- Ich bin getaucht in den Lebensstrom - Gestern, heute und für immer - Wend den Blick nur auf Jesus
- Nur mit Jesu will ich Pilger wandern
- Lass du mich stille werden
- Sei still mein Herz
- In des Ölbergs Garten kniet er / Welch Glück ist's erlöst zu sein
- All deine Lasten und Sorgen schwer / Es hat mich hienieden getroffen
- Nimm mich bei der Hand, Vater
- Wenn ich den Wandrer frage
- Ach, mein Herr Jesu
- Ein Tagwerk für den Heiland
- Gesegnet sei das Band
- Wenn mich nur mein Jesus liebt
- Mach mich reiner / Wend den Blick nur auf Jesus
- Auf Golgathas Hügel
- Ich will mich dir ergeben
- Sieh, wer steht vor deiner Tür
- Treff ich dich wohl bei der Quelle
- Auf Heu und auf Stroh
- Ich harretet des Herrn
- Gebet für den Tag (Mit Freuden und Dank)
- Ruhm Jehovas (Allmächtiger, der du in Himmelsfernen)
- Wir glauben an Jesus
- Laut rühmet Jesu Herrlichkeit / Du bist so wunderbar
- Suchest du nach Frieden / Der Herr ist mein Licht und ist mein Heil
- Für die Schönheit unserer Erd

#### LPs und CDs
- Machet die Tore weit. Advents- und Weihnachtslieder. HSW, 1972
- Du meine Seele, singe. HSW, 1972
- Denn sie sollen getröstet werden. Hänssler, 197?[2]
- Die Kreuzigung. Passionsoratorium von John Stainer. HSW, 1979
- Hinauf gen Jerusalem. Passionsoratorium von August Rücker. Schulte & Gerth, 1987
- Doris Loh: Was willst du mehr?. HSW 1976
- Ich will dich lieben, meine Stärke. Schulte & Gerth[3]

### Compilations und Sampler
- Freue dich Welt. HSW, 197?
- Ja, damals. Schulte & Gerth, 12 Folgen von 1994 bis 1999
- Unvergessen – Lieder, die bleiben. Gerth Medien, 11 Folgen seit 2005
- Margret Birkenfeld – Meine liebsten Lieder. Gerth Medien 2006
- Die besten zehn Heilslieder. Gerth Medien 2012

## Weblink
- Ulrich Brück auf gerth.de